# Château de Folleville
Le château de Folleville, est un ancien château fort, situé dans la commune française de Folleville, le canton d'Ailly sur Noye, le département de la Somme et la région Hauts de France .

## Historique
Le château médiéval de Folleville, dont les vestiges dominent le vallée de la Noye, a été reconstruit à l'emplacement d'un édifice antérieur, vraisemblablement un donjon quadrangulaire édifié au XIe siècle. 

### Une construction du Bas Moyen Âge

#### Le château pendant la Guerre de Cent Ans
On ne peut remonter, à défaut de sources antérieures, qu'au XIVe siècle pour obtenir les traces de la présence d'un château à Folleville, traces témoins de la destruction du château féodal pendant la jacquerie de 1358.
Le château de Folleville fut âprement disputé pendant la guerre de Cent Ans et a été reconstruit aux XIVe et XVe siècles. Il fut pris en 1440 par le capitaine anglais John Talbot fort d'une artillerie de campagne qui vint à bout de ses remparts.
Il fut ensuite racheté par les Bourguignons qui le démantelèrent en partie afin d'empêcher les Anglais devenus leurs ennemis de s'en servir comme base de repli lorsqu'ils menaient des exactions dans la région.

#### Le château de Raoul de Lannoy
La paix revenue, le château put être reconstruit.
En 1477, Louis XI résida au château de Folleville, il récompensa Raoul de Lannoy pour sa bravoure au siège du Quesnoy et lui offrit une chaîne d'or en lui disant : « Pasque Dieu, mon ami, vous êtes trop furieux en un combat ; je veux vous enchaîner pour modérer votre ardeur, car je ne veux point vous perdre, désirant me servir de vous plus d'une fois ». 
Charles VIII en 1492 vint lui aussi à Folleville, il nomma Raoul de Lannoy, bailli d'Amiens. Louis XII le nomma gouverneur de Gênes en 1507.
La construction du château actuel pourrait dater des environs de 1478, date du mariage entre Jeanne II de Poix et Raoul de Lannoy, dont le magnifique tombeau est le principal ornement de l'église voisine. Il fut remis en état après les destructions de la période précédente et une aile, aujourd’hui disparue, fut alors construite. 

### Des hôtes illustres à la Renaissance
François Ier fut le troisième roi de France à venir à Folleville. En 1544, il résida dans la demeure de Louis de Lannoy, le château dont nous connaissons les ruines. C’est là qu’il publie une ordonnance royale annonçant les conclusions de la Paix de Crépy-en-Laonnois, signée avec Charles Quint, empereur du Saint-Empire romain germanique.
Quatre ans plus tard, en 1548, la sœur d'Henri II résida au château à l’occasion du baptême du fils de Louis de Lannoy.
En 1589, le château de Folleville tomba entre les mains de la Ligue ; des Ligueurs venus d'Amiens s'en emparèrent mais en furent chassés quelques mois plus tard. Un combat fut remporté sans être décisif par Henri IV contre les Espagnols.
En 1572, Marie de Lannoy, fille de Louis de Lannoy, épouse Antoine de Silly, comte de La Rochepot. Elle hérite de Folleville, qu'elle transmet après elle à sa fille, Marguerite de Silly.

### Vincent de Paul à Folleville
Par son mariage en 1604, Marguerite de Silly apporte la seigneurie et le château de Folleville à Philippe-Emmanuel de Gondi, général des galères de France qui résida avec sa famille dans le château. Ses fils eurent pour précepteur Vincent de Paul qui fut également le directeur de conscience de leur mère. L'un des enfants devint le cardinal de Retz. Après le décès de Marguerite de Silly, en 1625, Philippe Emmanuel de Gondi entre en religion, chez les oratoriens. Il laisse  alors Folleville à son fils, Pierre de Gondi, qui vend la seigneurie en 1634.

### AuxXVIIeetXVIIIesiècles
Charles de Séricourt, seigneur d'Esclainvillers, achète en 1634 le domaine de Folleville, que sa veuve, Charlotte de Trion, transmet après eux à leur petit-fils Charles Timoléon de Séricourt, seigneur d'Esclainvillers, auquel succède son fils, Charles Timoléon II de Séricourt, puis la fille de celui-ci, Marie-Michelle de Séricourt (1713-1778), deuxième épouse d'Augustin-Joseph de Mailly d'Haucourt, maréchal de France.

### Destruction
Le château reste habité jusqu'à ce que le maréchal de Mailly ordonne sa démolition, à partir de 1777, afin de réutiliser ses pierres à la reconstruction du château de Mailly-Raineval, auquel le maréchal a donné son nom .

## Les vestiges
Le château consistait en un massif corps de logis de plan rectangulaire, cantonné à chacun de ses angles par une tour ronde, auquel était accolée, au milieu de la façade nord, une tour de guet, qui est le principal vestige actuel, avec quelques murailles et deux tours. À chaque extrémité de ce logis, la toiture, à deux pans, était soutenue par un pignon assez élevé. Deux ailes en retour, aujourd'hui disparues, avaient été ajoutées de chaque côté de la cour, une à l'est, à travers laquelle se faisait l'accès à la cour, et une autre, à l'ouest, bâtie au début du XVIIIe siècle .
Il subsiste de l'ancienne forteresse une élégante tour de guet de forme originale, haute de 25 mètres qui domine la campagne alentour.
Le plan du château est celui d'un quadrilatère avec aux angles des tours rondes datant du début du XVe siècle. Des restes de murs, de tours et de douves sont toujours visibles ainsi qu'un corps de bâtiment commandant l'entrée.
Le château se trouve sur une motte entourée de fossés secs. L'accès s'y faisait par un pont à trois arches en pierre, encore visible au début du XIXe siècle.
Après avoir appartenu successivement à plusieurs congrégations religieuses, puis à un particulier, les ruines sont acquises en 1990 par le SIVOM d'Ailly-sur-Noye, auquel a succédé la Communauté de communes du Val de Noye, actuelle propriétaire.
Elles sont mis en valeur par l'association Le Site de Folleville qui les restaure et les anime.

### Protection
Les ruines du château de Folleville sont protégées en tant que monument historique, inscription par arrêté du 1er juillet 1992.

## LesMédiévalesde Folleville
Les Médiévales sont une fête organisée sur le site du château par l'association Le Site de Folleville. Elle se déroule chaque année depuis 2003, fin août ou début septembre. Cette fête populaire offre au public, pendant un weekend, différentes attractions en lien avec le Moyen Âge : costumes, tournois équestres, combats singuliers à l'arme blanche, démonstrations artisanales, etc.

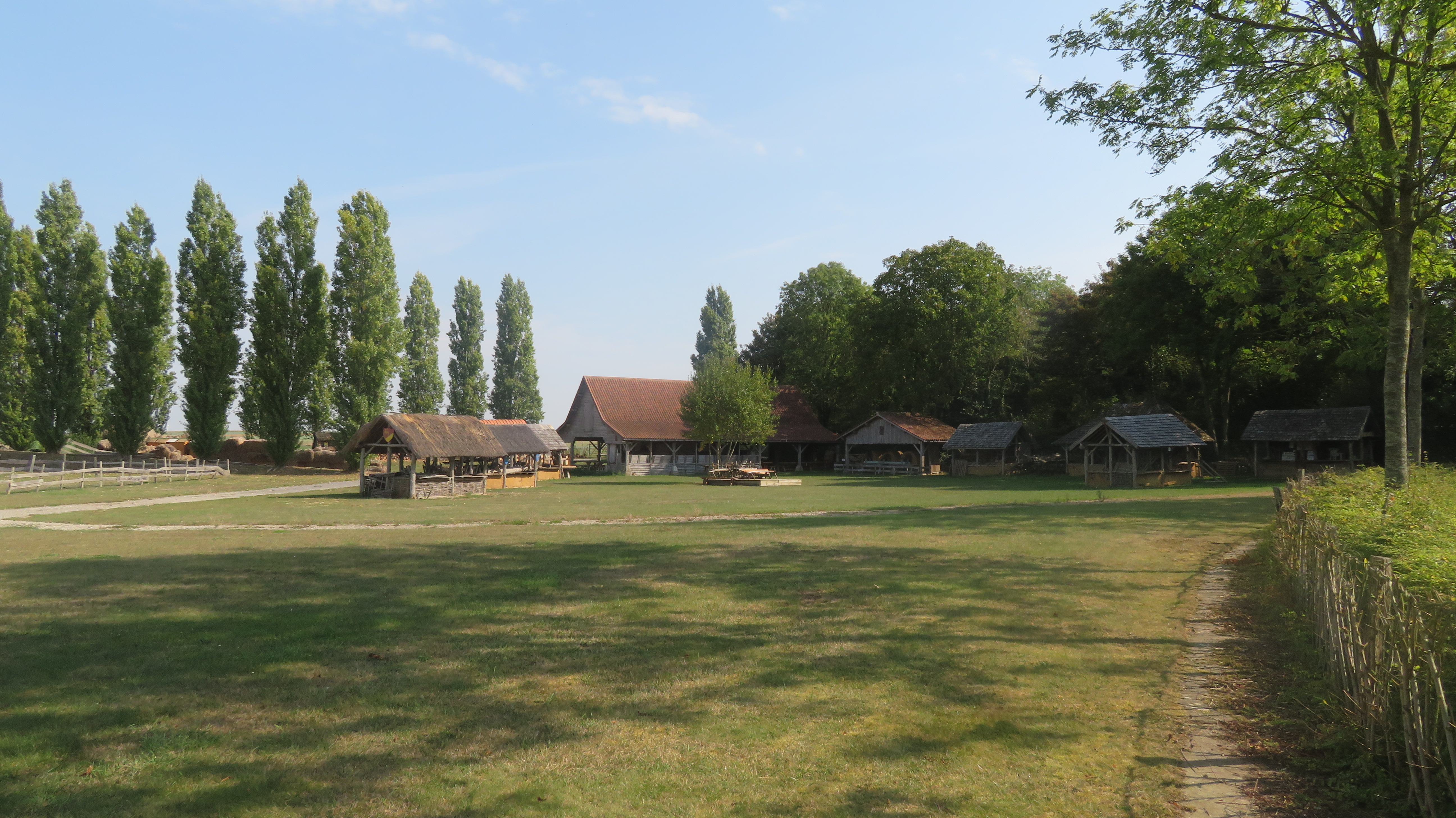
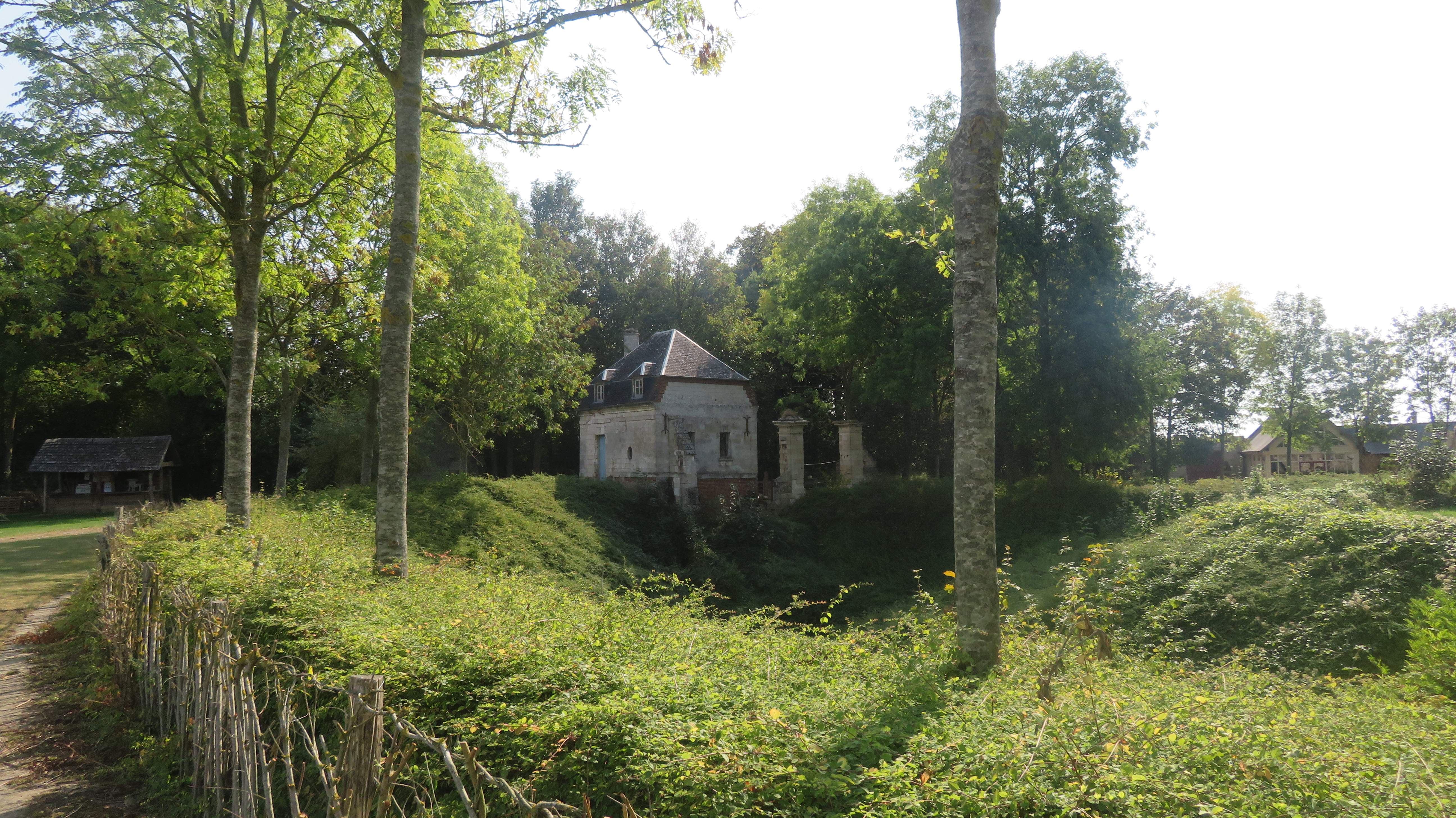
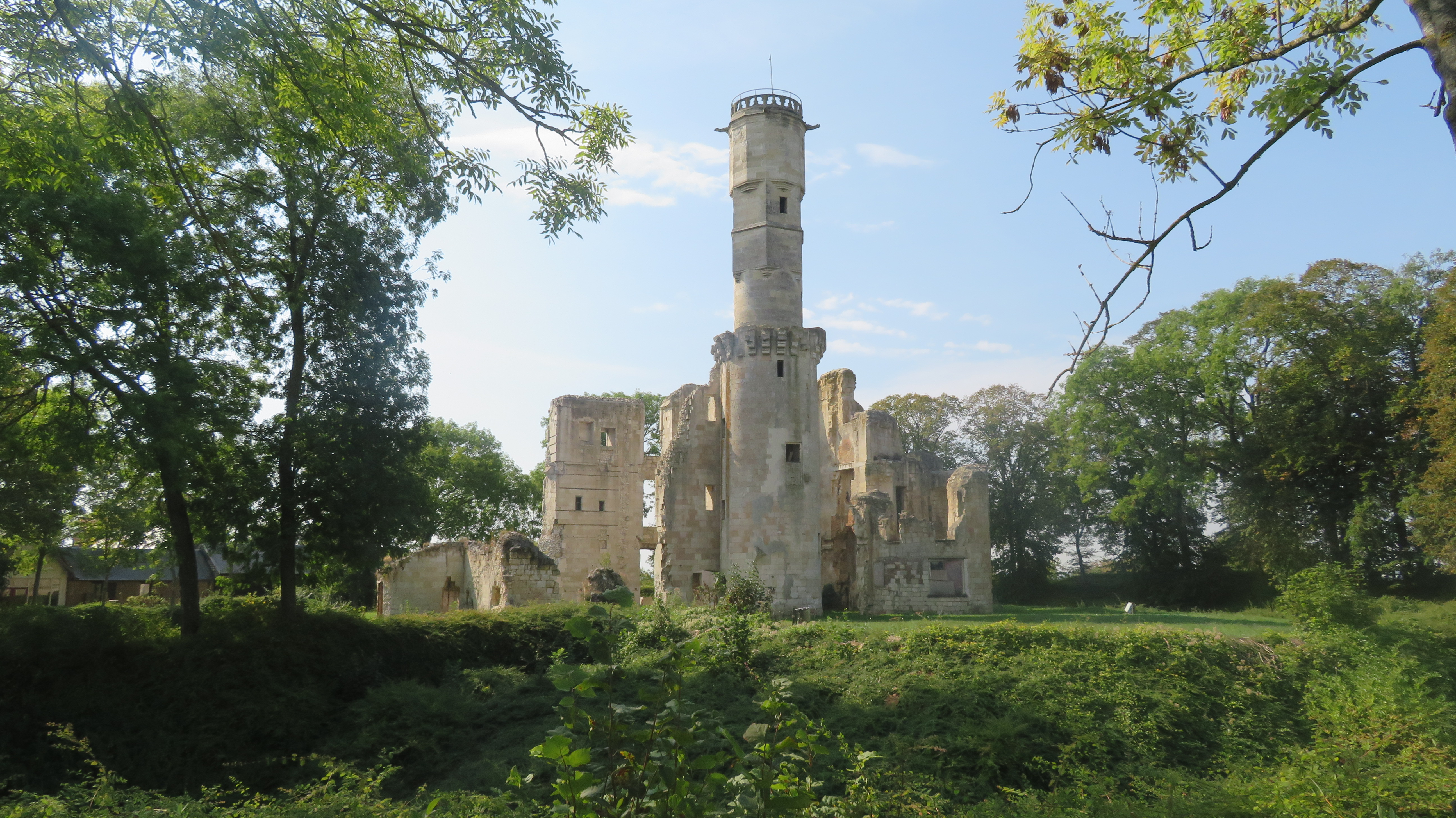

## Pour approfondir